# ファンタジア国際映画祭
ファンタジア国際映画祭（英：Fantasia International Film Festival）は、カナダ・モントリオールで1996年から開催されているジャンル映画を対象とした映画祭。「北米最大のジャンル映画祭」を謳っており、アクション、ファンタジー、ホラー、SF、アニメ、B級映画の類いまでが集まる。初期は「FANT・ASIA」という表記で、香港のアクション映画や日本のアニメ・特撮映画を多数上映するアジア映画祭として始まっている。毎年の出品作のうち約半分がアジアの映画で占められるのが特徴。コンペティションには審査員賞とパブリック賞（観客賞）の2通りがあり、審査員賞が公式の賞（Official Award）として扱われる。審査員賞の最優秀作品賞は「黒馬賞（シュバル・ノワール賞、Cheval Noir Award）」と呼ばれる。ほとんどの作品はモントリオール市内のコンコルディア大学で上映される。

## 審査員賞
| 賞                 | 受賞作・人物                                                                                    | 出典   |
| 2005年             | 2005年                                                                                          | 2005年 |
| ------------------ | ----------------------------------------------------------------------------------------------- | ------ |
| 作品賞             | 『マインド・ゲーム』（湯浅政明監督）                                                            | [ 3 ]  |
| 監督賞             | 湯浅政明（『マインド・ゲーム』） 関口現（『SURVIVE STYLE5+』）                                  | [ 3 ]  |
| 男優賞             | チェ・ミンシク（『クライング・フィスト』）                                                      | [ 3 ]  |
| 女優賞             | ケイト・グリーンハウス（『The Dark Hours』）                                                    | [ 3 ]  |
| 脚本賞             | 湯浅政明（『マインド・ゲーム』）                                                                | [ 3 ]  |
| 撮影賞             | 松島孝助（『茶の味』）                                                                          | [ 3 ]  |
| 特別賞（映像美術） | 湯浅政明（『マインド・ゲーム』）                                                                | [ 3 ]  |
| 2006年             |                                                                                                 |        |
| 作品賞             | 『Strange Circus 奇妙なサーカス』（園子温監督）                                                 | [ 4 ]  |
| 監督賞             | ニコラス・ウィンディング・レフン（『プッシャー3』）                                             | [ 4 ]  |
| 男優賞             | ズラトコ・ブーリッチ（『プッシャー3』）                                                         | [ 4 ]  |
| 女優賞             | 宮崎ますみ（『Strange Circus 奇妙なサーカス』）                                                 | [ 4 ]  |
| 脚本賞             | デヴィッド・マメット（『EDMOND』）                                                              | [ 4 ]  |
| 撮影賞             | キム・ジヨン（『甘い生活』）                                                                    | [ 4 ]  |
| 2007年             |                                                                                                 |        |
| 作品賞             | 『嫌われ松子の一生』（中島哲也監督）                                                            | [ 5 ]  |
| 監督賞             | 馮小剛（『女帝 ［エンペラー］』）                                                               | [ 5 ]  |
| 男優賞             | ソン・ガンホ（『優雅な世界』） リュ・ドックァン（『ヨコヅナ・マドンナ』）                       | [ 5 ]  |
| 女優賞             | メアリー・マコーマック（『クライシス』）                                                        | [ 5 ]  |
| 脚本賞             | ハン・ジェリム（『優雅な世界』）                                                                | [ 5 ]  |
| 撮影賞             | 張黎（『女帝 ［エンペラー］』）                                                                 | [ 5 ]  |
| 2008年             |                                                                                                 |        |
| 作品賞             | 『ぼくのエリ 200歳の少女』（トーマス・アルフレッドソン監督）                                    | [ 6 ]  |
| 監督賞             | トーマス・アルフレッドソン（『ぼくのエリ 200歳の少女』）                                        | [ 6 ]  |
| 男優賞             | ベン・シーグラー（『Rule Of Three』）                                                           | [ 6 ]  |
| 女優賞             | パク・ジンヒ（『宮女』）                                                                        | [ 6 ]  |
| 脚本賞             | 三木聡（『転々』）                                                                              | [ 6 ]  |
| 撮影賞             | ホイテ・ヴァン・ホイテマ（『ぼくのエリ 200歳の少女』）                                          | [ 6 ]  |
| 2009年             |                                                                                                 |        |
| 作品賞             | 『息もできない』（ヤン・イクジュン監督）                                                        | [ 7 ]  |
| 監督賞             | デヴィッド・ルッソ（『The Immaculate Conception of Little Dizzle 』）                           | [ 7 ]  |
| 男優賞             | ヤン・イクジュン（『息もできない』）                                                            | [ 7 ]  |
| 女優賞             | 満島ひかり（『愛のむきだし』）                                                                  | [ 7 ]  |
| 脚本賞             | ニコラ・アルベルニ&ジャン・メイシュ（『8th Wonderland』）                                       | [ 7 ]  |
| 撮影賞             | 浦田秀穂（『クローンは故郷をめざす』）                                                          | [ 7 ]  |
| 技術賞             | 『イップ・マン 序章』                                                                           | [ 7 ]  |
| 審査員特別賞       | 『愛のむきだし』（園子温監督）                                                                  | [ 7 ]  |
| 2010年             |                                                                                                 |        |
| 作品賞             | 『川の底からこんにちは』（石井裕也監督）                                                        | [ 8 ]  |
| 監督賞             | イ・ジュンイク『ブレイズ・オブ・ブラッド 雲を抜けた月のように』                                 | [ 8 ]  |
| 男優賞             | ノア・テイラー（『レッド・ホワイト・アンド・ブルー』）                                          | [ 8 ]  |
| 女優賞             | 満島ひかり（『川の底からこんにちは』）                                                          | [ 8 ]  |
| 脚本賞             | ムラデン・ジョルジェヴィッチ（『LIFE AND DEATH OF A PORNO GANG』）                              | [ 8 ]  |
| 審査員特別賞       | 『彼とわたしの漂流日記』（イ・ヘジュン監督）                                                    | [ 8 ]  |
| 2011年             |                                                                                                 |        |
| 作品賞             | 『CLOWN』（ミッケル・ノールガード監督）                                                         | [ 9 ]  |
| 監督賞             | 石橋義正（『ミロクローゼ』）                                                                    | [ 9 ]  |
| 男優賞             | ファン・ジョンミン（『生き残るための3つの取引』） リュ・スンボム（『生き残るための3つの取引』） | [ 9 ]  |
| 女優賞             | 安井紀絵（『名前のない女たち』）                                                                | [ 9 ]  |
| 脚本賞             | パク・フンジョン（『生き残るための3つの取引』）                                                 | [ 9 ]  |
| 2012年             |                                                                                                 |        |
| 作品賞             | 『人類滅亡報告書』（キム・ジウン、イル・ピルソン監督）                                          | [ 10 ] |
| 監督賞             | ジェイソン・バンカー（『Toad Road』）                                                           | [ 10 ] |
| 男優賞             | ジェイムズ・デヴィッドソン（『Toad Road』）                                                     | [ 10 ] |
| 女優賞             | マリヤナ・ヤンコーヴィチ（『The Beast』）                                                       | [ 10 ] |
| 脚本賞             | アルベルト・マリーニ（『スリーピング タイト 白肌の美女の異常な夜』）                            | [ 10 ] |
| 2013年             |                                                                                                 |        |
| 作品賞             | 『オオカミは嘘をつく』（アハロン・ケシャレス、ナヴォット・パプシャド監督）                      | [ 11 ] |
| 監督賞             | 侯季然（『狼が羊に恋をするとき』）                                                              | [ 11 ] |
| 男優賞             | チョ・ジェヒョン（『The Weight』）                                                              | [ 11 ] |
| 女優賞             | ナタリー・ブトゥフ（『LES GOUFFRES』）                                                          | [ 11 ] |
| 脚本賞             | アハロン・ケシャレス、ナヴォット・パプシャド（『オオカミは嘘をつく』）                          | [ 11 ] |
| 2014年             |                                                                                                 |        |
| 作品賞             | 『太秦ライムライト』（落合賢監督）                                                              | [ 12 ] |
| 監督賞             | デヴィッド・ゼルナー（『Kumiko, the Treasure Hunter』）                                         | [ 12 ] |
| 男優賞             | 福本清三（『太秦ライムライト』）                                                                | [ 12 ] |
| 女優賞             | 大島美幸（『福福荘の福ちゃん』）                                                                | [ 12 ] |
| 脚本賞             | ビリー・シーネス（『Closer to God』）                                                           | [ 12 ] |
| 審査員特別賞       | 『Cybernatural』（レオ・ガブリアゼ監督）                                                        | [ 12 ] |
| 2015年             |                                                                                                 |        |
| 作品賞             | 『リアル鬼ごっこ』（園子温監督）                                                                | [ 13 ] |
| 監督賞             | Malik Bader（『Cash Only』）                                                                    | [ 13 ] |
| 男優賞             | 渋谷すばる（『味園ユニバース』）                                                                | [ 13 ] |
| 女優賞             | トリンドル玲奈（『リアル鬼ごっこ』）                                                            | [ 13 ] |
| 脚本賞             | 菅野友恵（『味園ユニバース』）                                                                  | [ 13 ] |